# Kościół Wniebowzięcia Najświętszej Maryi Panny w Għaxaq
Kościół Wniebowzięcia Najświętszej Maryi Panny w Għaxaq (malt. Il-Knisja tal-Assunzjoni tal-Verġni Marija, ang. Church of the Assumption of Mary) – barokowa rzymskokatolicka świątynia parafialna znajdująca się w miejscowości Għaxaq w Republice Malty, w południowo-wschodniej części wyspy o tej samej nazwie.
Kościół znajduje się w samym centrum Għaxaq, przy Pjazza Santa Marija. W 2013 roku został wpisany do maltańskiego rejestru zabytków NICPMI (National Inventory of the Cultural Property of the Maltese Islands) – nr rej. 02020.

## Historia
Pierwsza świątynia pod wezwaniem Wniebowzięcia Najświętszej Maryi Panny istniała w Għaxaq już w 1511 roku. Parafia w tej miejscowości została ustanowiona jednak dopiero z dniem 1 stycznia 1626 roku, a pierwszym kapłanem działającym na jej obszarze był ksiądz Mattew Scriha. Wkrótce przystąpiono do budowy nowego kościoła, którą ukończono w 1665 roku.
W 1733 roku rozpoczęła się trwająca ok. 20–30 lat budowa nowej, barokowej świątyni, według projektu Sebastiano Saliby. Kościół istnieje do dziś i w 2011 roku Maltański Urząd ds. Środowiska i Planowania (Malta Environment and Planning Authority, MEPA) uznał go za zabytek klasy 2 (decyzja nr 782/11), zaś w 2013 roku został wpisany do maltańskiego rejestru zabytków NICPMI.

## Architektura
Fasada świątyni składa się trzech przęseł rozmieszczonych na dwóch poziomach, z których przęsło środkowe oddzielone jest od bocznych dwoma schodkowymi pilastrami doryckimi flankującymi je z obu stron. Przed kościołem znajduje się niewielki podwyższony dziedziniec-placyk (parvis), do którego prowadzą szerokie schody. Portal świątyni tworzy ozdobny architraw, nad którym znajduje się fronton z rzeźbioną tarczą. Elewację dzieli poziome belkowanie ciągłe, a w jej części środkowej nad portalem znajduje się duże zdobione okno z motywem muszli na zworniku.
Transept po obu stronach świątyni tworzy części elewacji składające się z dwóch przęseł. Przęsła wewnętrzne są niższe i mają po dwa piętra. Na ich dolnych poziomach znajdują się wejścia, które są mniejszymi odpowiednikami wejścia głównego z portalem, na piętrach natomiast znajdują się cofnięte otwory okienne w loggiach. Przęsła zewnętrzne to dzwonnice, które rozpoczynają się w poziomie gruntu.

## Galeria

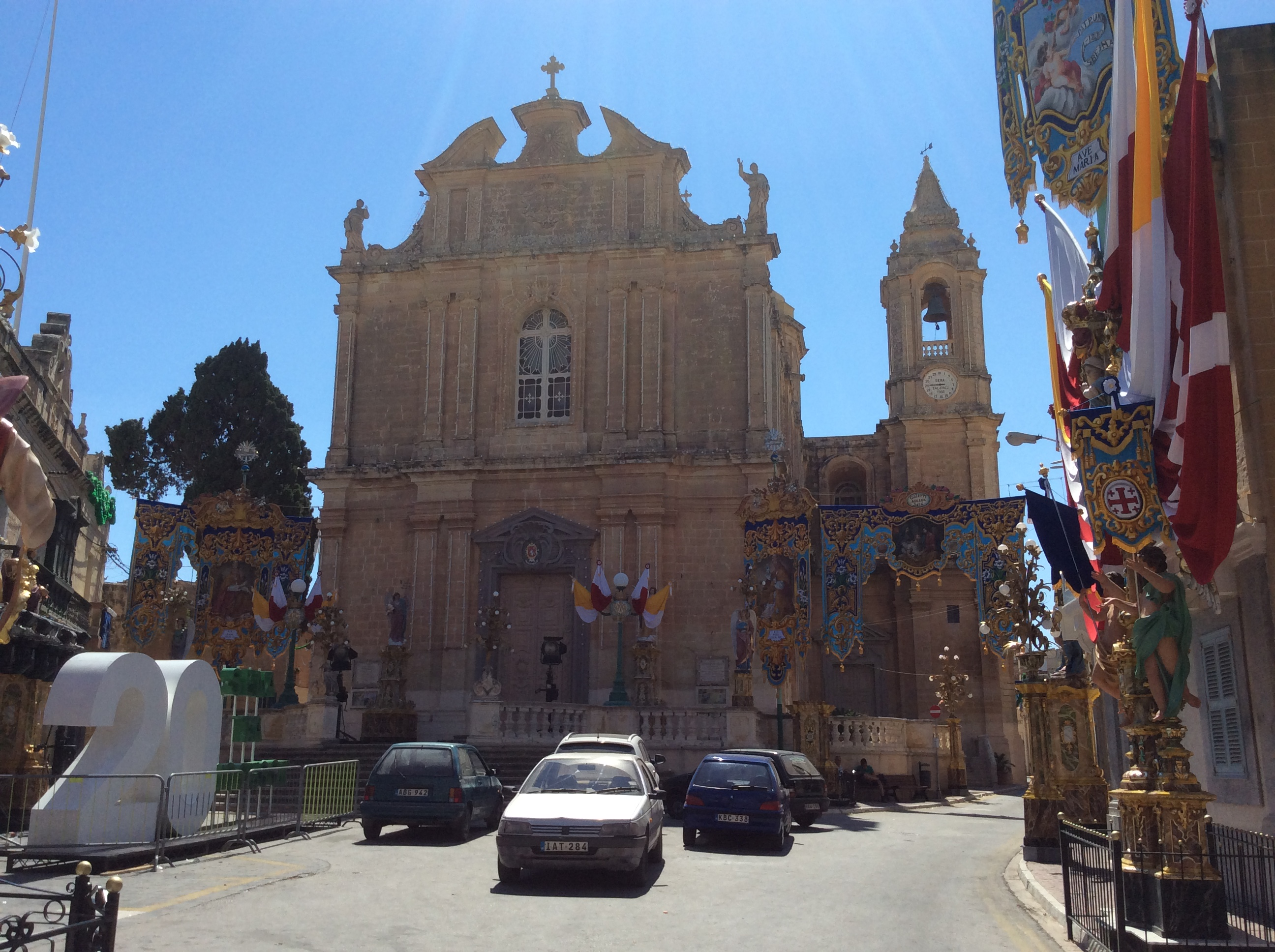
Fasada kościoła
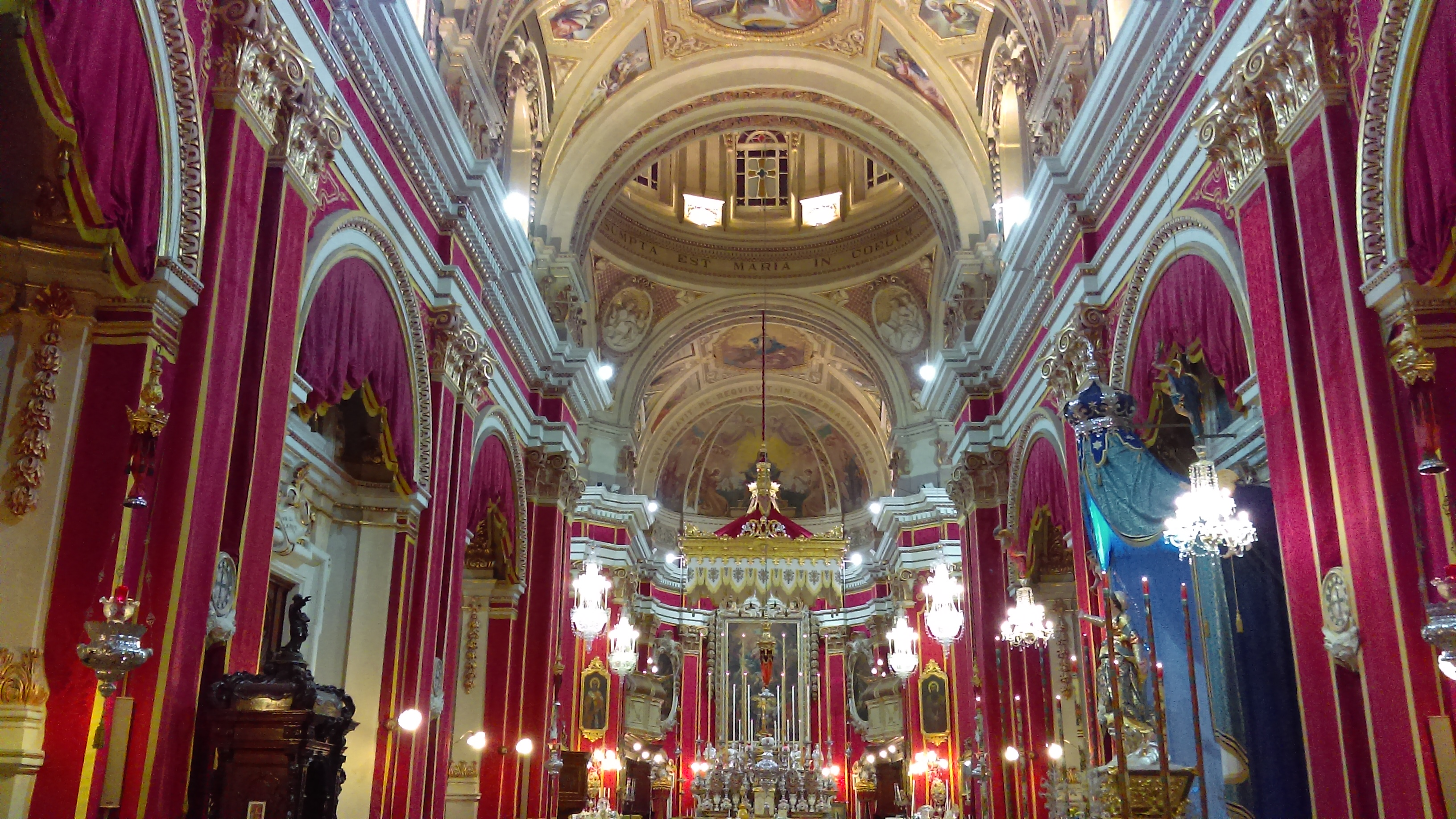
Wnętrze świątyni
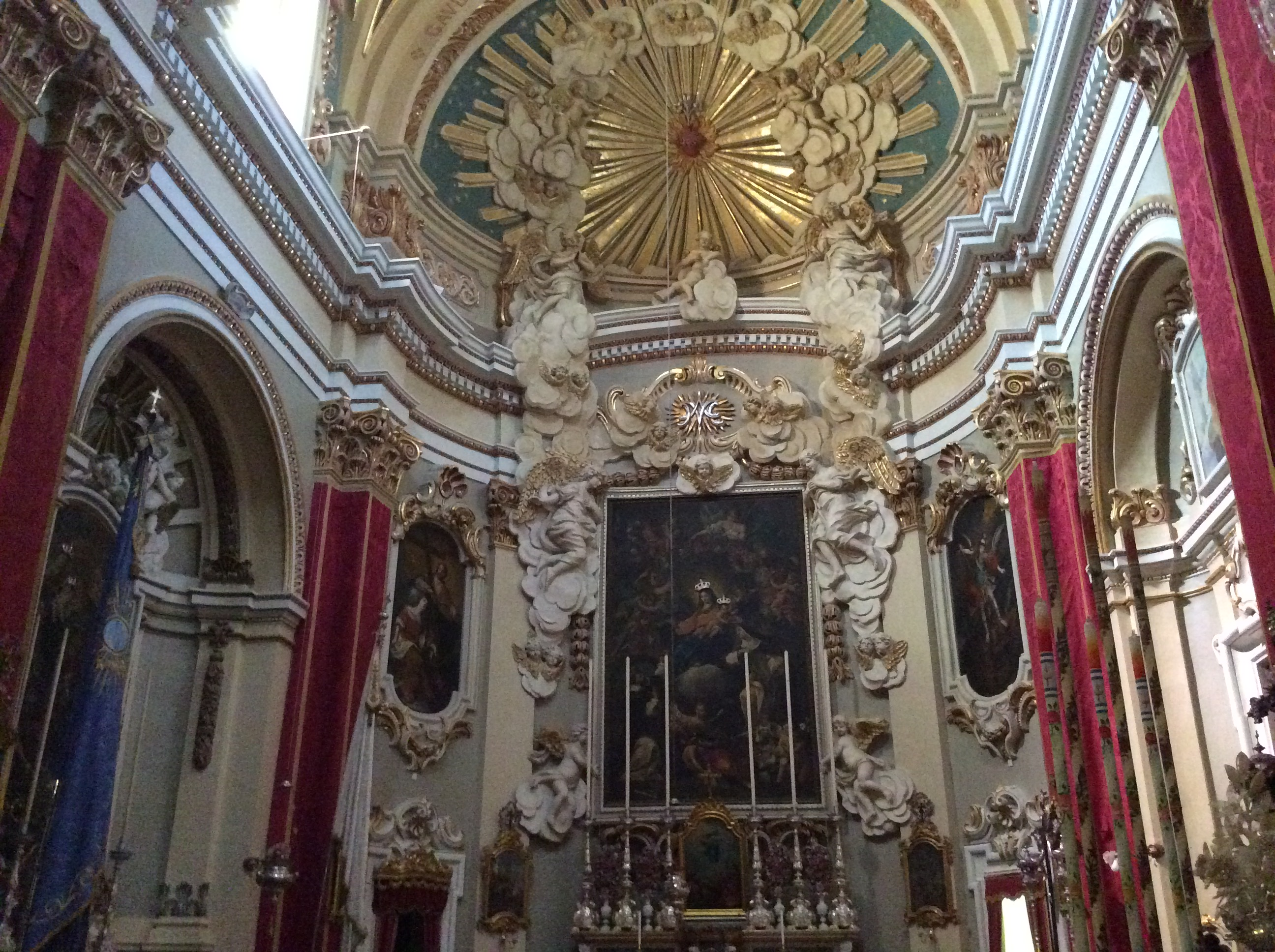
Jeden z bocznych ołtarzy
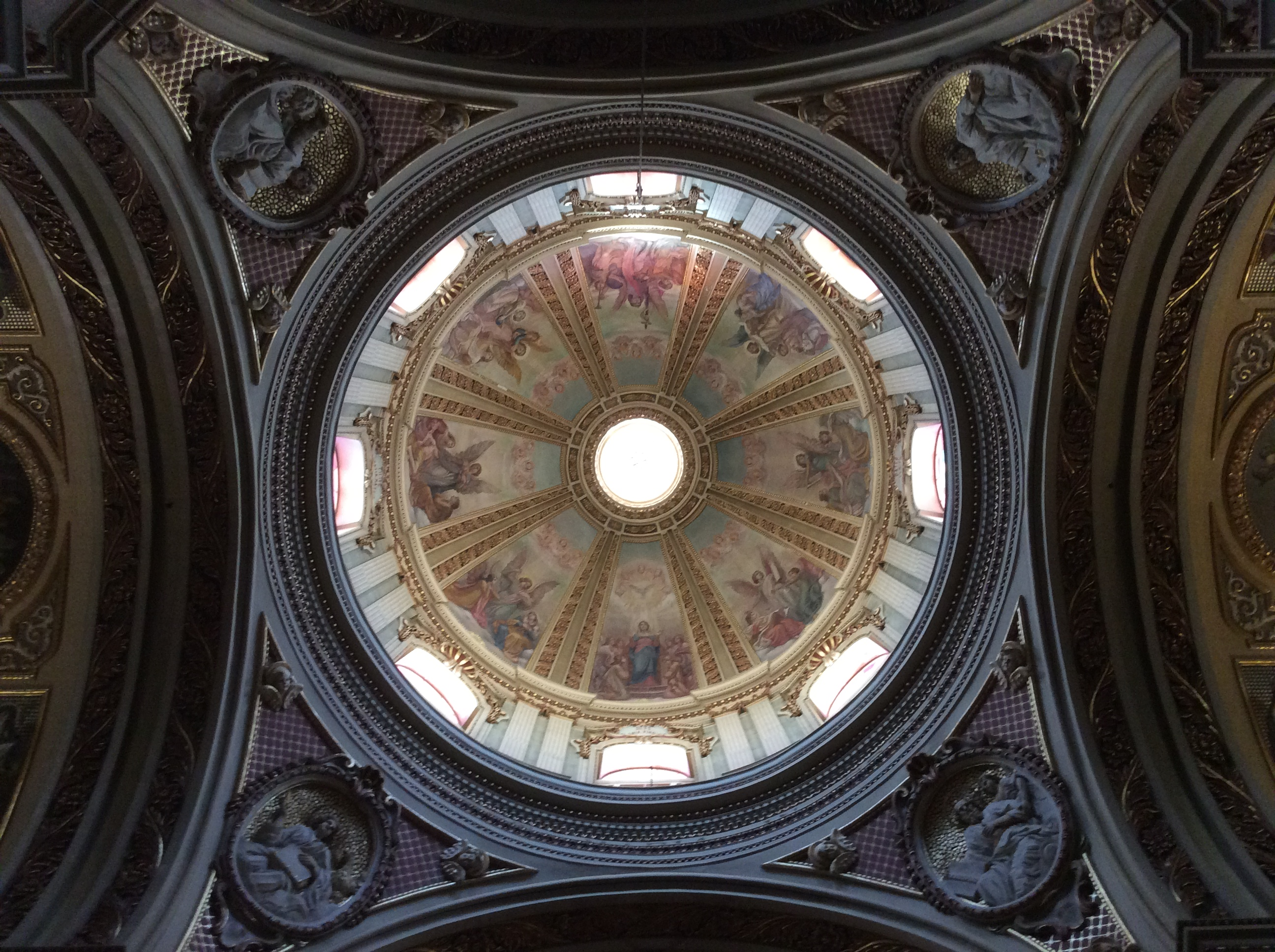
Kopuła
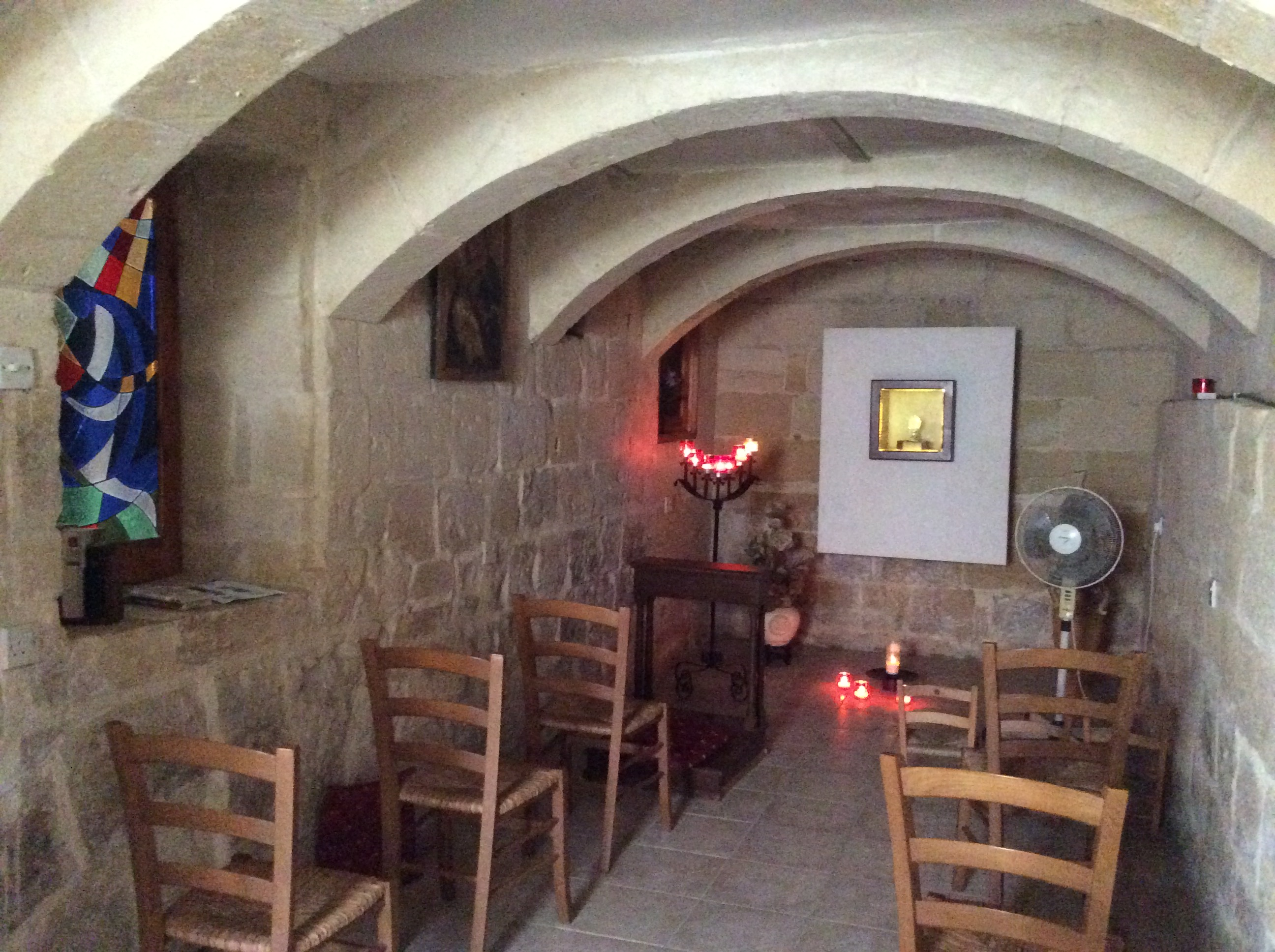
Kaplica adoracji
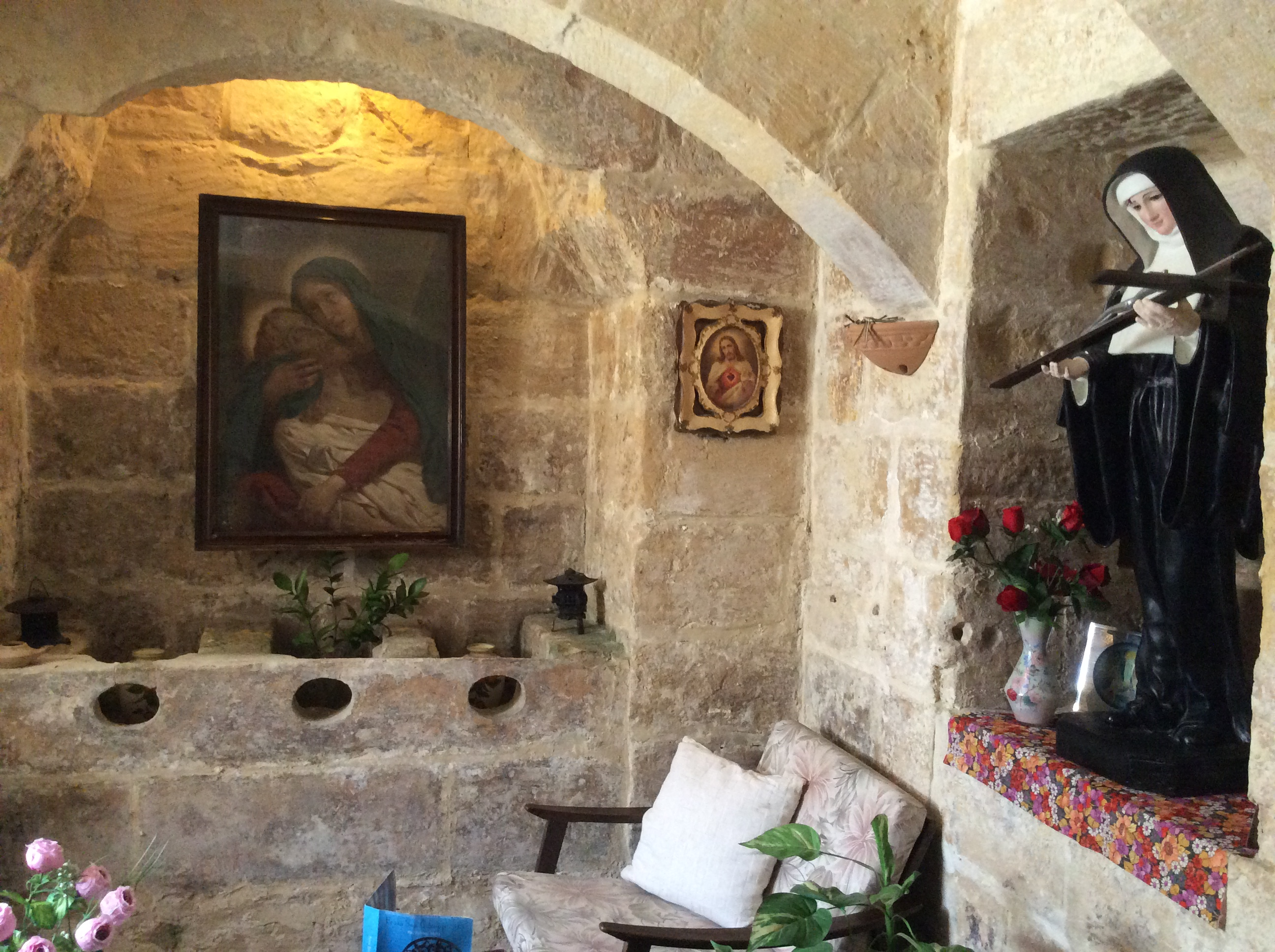
Kaplica adoracji
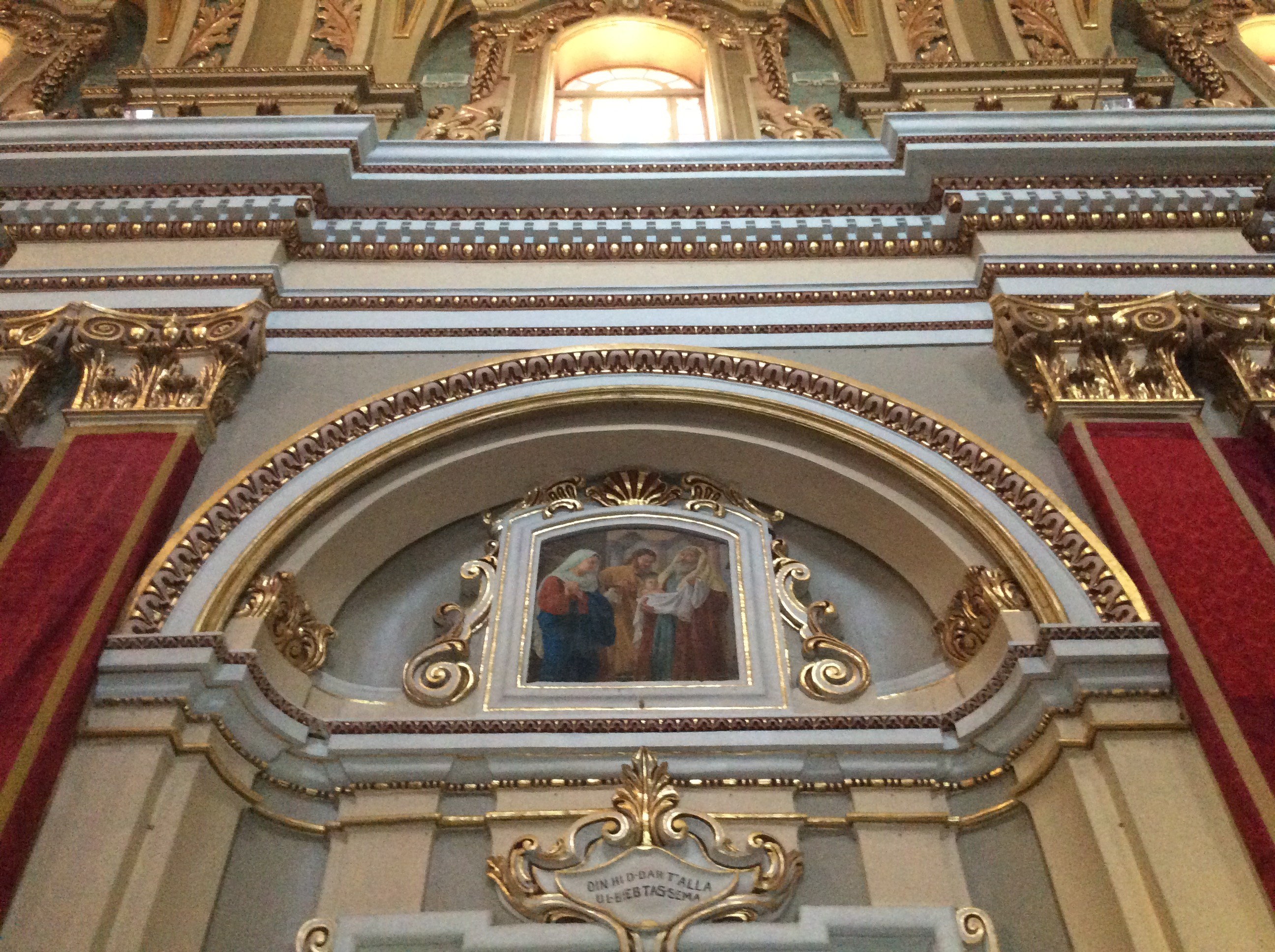
Obraz na ścianie bocznej
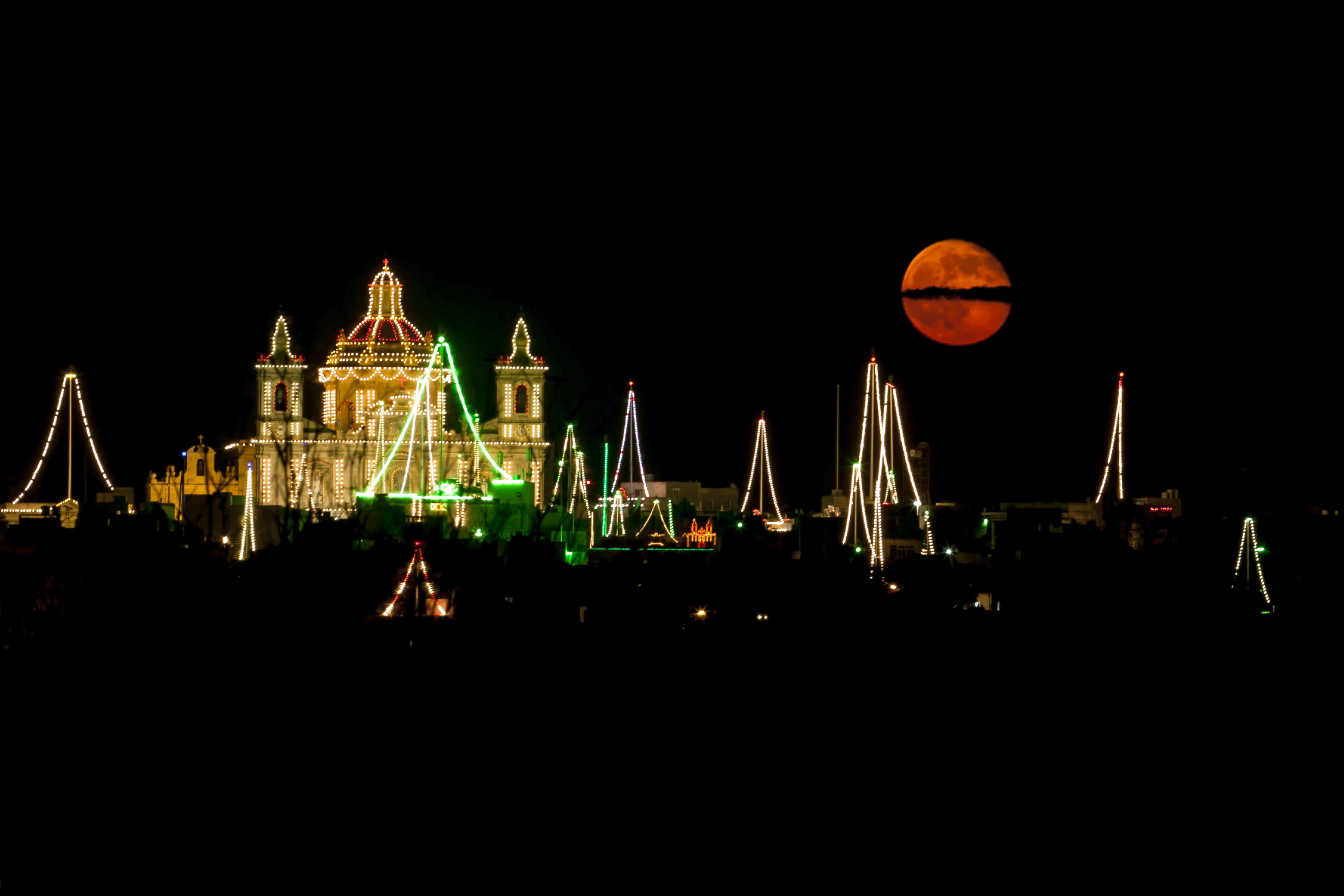
Kościół w Għaxaq nocą